# Гравець ігор
«Гравець ігор» (англ. The Player of Games) — науково-фантастичний роман шотландського письменника Ієна М. Бенкса, виданий 1988 року. Це другий роман у серії книг про Культуру. Кіностудія Пате планувала в 1990-х зняти за його мотивами фільм, але цим планам не судилося збутися.
Роман присвячений висвітленню укладу життя, моралі та політики галактичного суспільства Культури та її взаємодії з «неокультуреними» цивілізаціями. Його сюжет — одна з операцій корпусу Спеціальних обставин з підриву Імперії Азад, чий уклад життя і політику Культура не схвалює. Задля диверсії проти Імперії Культура засилає туди свого громадянина, неперевершеного чемпіона в різних настільних іграх.

## Сюжет
Джерно Морат Гургех, знаменитий гравець у настільні ігри, мешкає на величезній космічній станції, орбіталі Ч'ярк, і нудиться успіхом. Представники Спеціальних обставин Культури пропонують йому здійснити довгу мандрівку, проте відмовляються роз'яснити мету, доки Гургех не дасть згоду. Поки він обдумує пропозицію, один із його друзів-дронів, Мавгрін-Скел, якого виставили зі Спеціальних обставин з огляду на нестабільну особистість, підбиває його змухлювати в грі, щоб отримати безпрецедентно досконалу перемогу. Спроба зазнає невдачі, а Мавгрін-Скел вдається до шантажу — погрожує використати свої записи про Гургеха — і так переконує його прийтяти пропозицію Спеціальних обставин, з тією умовою, що Мавгріна-Скела відновлять у членстві.
Наступні два роки Гургех проводить у мандрівці в Імперію Азад, де соціальний та політичний статус визначає гра з назвою азад. Гра настільки тонка й складна, що тактика гравців визначається їхніми політичними й філософськими поглядами. Саме існування Імперії тримається в таємниці від громадськості Культури вже кілька десятків років. На час прибуття Гургех опанував засади гри, але у нього залишаються сумніви, чи зможе він боротися з супротивниками, які вдосконалювали свої вміння все життя.
Гургех висаджується на центральній планеті Імперії — Еа, в супроводі дрона-перекладача Флера-Імсахо. Оскільки він не громадянин Імперії, то не може виграти в ній жодного привілею, проте за цілковитий програш йому, як і найбіднішим гравцям, загрожує кастрація. Готуючись до гри, Гургех знайомиться з суспільством Імперії, жителі якої мають три статі: чоловіки та жінки зі звичайними репродуктивними органами та середня стать, апекс, яка тимчасово переносить запліднену яйцеклітину в виверненій матці. Апекси володіють найвищою владою, дискримінуючи інші дві статі. Одна з найпопулярніших розваг у імперської еліти — це телепередачі, де показують порно з тортурами. Гурех також довідується, що в Імперії вважається цілком звичайним виготовляти музичні інструменти з частин тіл.
Як громадянин Культури, Гургех природно грає у стилі, що різко відрізняється від стилю його супротивників — ті групуються проти нього, щоб лише не дати йому виграти (це дозволено правилами гри). Долаючи раунд за раундом, він грає з дедалі високопоставленішими політиками Азаду, і врешті-решт із самим імператором (Флер-Імсахо пропонує використовувати займенник чоловічого роду, хоча імператор апекс). Фінальна гра відбувається на Вогняній планеті, яка періодично загоряється, оскільки місцеві рослини виробляють надто багато кисню. Час фіналу спеціально підібраний так, щоб із завершенням партії полум'я охопило замок, що символізувало б відродження імперії у вогні. Однак, імператору світить неминуча поразка, і він наказує своїм людям убити глядачів, а потім пробує вкоротити життя самому Гургеху, але стається по-іншому — імператор гине від власного пострілу, що зрикошетив від Флера-Імсахо. Дрон відмовляється сказати Гургеху, чи було це випадковістю.
Флер-Імсахо зізнається, що участь Гургеха в турнірі була частиною підступів Спеціальних обставин з метою розвалити корумповану і аморальну Імперію зсередини, а сам Гургех був тільки пішаком у набагато масштабнішій грі. Потім Гургеху повідомляють, що після смерті імператора Імперія колапсувала навіть без інтервенції Культури. Але Гургех лишається в невіданні, що за всією спецоперацією стояли штучні інтелекти Культури — Розуми. Флер-Імсахо, який виявився оповідачем цієї історії, з самого початку замаскував себе під Мавгріна-Скела, і забезпечив перемогу Гургеха, що була точно розрахована.

## Гра в азад
У гру азад грають в Імперії Азад. Мовою Імперії слово «азад» означає машина або система, але його застосовують також для позначення організму: тварини, рослини чи штучного інтелекту.
Книга не наводить правил гри, однак дає зрозуміти, що вона тактична, й грають у неї на тривимірних дошках різної форми й різних розмірів. Зазвичай дошки достатньо великі, щоб гравці могли по них ходити, пересуваючи фігури чи взаємодіючи з ними. Кількість гравців може бути різна, і це впливає на тактику, оскільки гравці можуть скооперуватися проти суперників. Крім уміння та тактики на гру можуть впливати випадкові події (як у картах чи інших азартних іграх), і це може драматично вплинути на результат.

### Деталі гри
Гра відбувається на трьох гігантських дошках (Дошці походження, Дошці форми та Дошці становлення) та на кількох менших. У грі використовуються різні фігури, які гравець може використовувати на свій розсуд (військові частини, ресурси і навіть філософські поняття). Деякі фігури мінливі, й можуть міняти форму з часом і залежно від оточення. Вони чутливі до дотику гравця, їх важко зрозуміти: в одній зі сцен Гургеху рекомендують спати, тримаючи важливі фігури, щоб він міг краще зрозуміти їх у грі.

### Значення в суспільному житті Імперії
Гра визначає соціальний статус гравця в імперії. Визначальний турнір відбувається кожного «Великого року» (приблизно через кожні 6 років Культури). Спочатку в основний турнір допускаються 12 тисяч гравців. Програлі поступово вибувають, а переможець фінальної гри стає імператором. Гравці, що вибули з основного турніру, беруть участь у менших, які визначають їхні кар'єри. Складність гри настільки відповідає реальності, що особисті якості гравця, його політичні та філософські погляди, впливають на те, як він грає. Таким чином гра випробовує різні ідеології для того, щоб визначити як переможець зможе втілити їх у реальному житті.
Головний герой довідується, що гра не така справедлива, як це описують соціальної еліти Імперії. Вона зміцнює та підтримує гендерні й кастові звичаї держави, тож герой роману врешті-решт усвідомлює, що його власна й успішна тактика відповідає цінностям його власної цивілізації, Культури. Хоча він розуміє також, що на його думки й поведінку вплинуло те, як його змусили взяти участь у турнірі. У розмові тет-а-тет з імператором напередодні фінальної гри, йому вказують на абсурдність ситуації, коли такий новачок як він, усього лише з двома роками підготовки, може систематично перемагати гравців, які вдосконалювалися в грі все життя. Герой усвідомлює тоді, що його успіх завдячує досвіду, набутому в різних видах стратегічних ігор. З огляду на це Культура заздалегідь запланувала використати його, щоб дискредитувати брутальність азадського суспільства й викрити брехню про те, що гра є аналогом соціальної реальності.

## SpaceX
У 2015-му Ілон Маск, вшановуючи пам'ять Бенкса, дав двом автономним кораблям-дронам проєкту SpaceX назви кораблів із «Гравця ігор» Just Read the Instructions (Просто прочитай інструкцію) та Of Course I Still Love You (Звісно, я тебе ще кохаю).

## Виноски
1. ↑  Exclusive: Iain M Banks Talks Culture. Архів оригіналу за 26 жовтня 2011. Процитовано 1 вересня 2017.
2. ↑  Speck, Emilee (25 червня 2015). SpaceX resupply launch, barge landing attempt set for Sunday. Orlando Sentinel. Архів оригіналу за 26 червня 2015. Процитовано 26 червня 2015.
3. ↑  Розуми кораблів Культури мають у Бенкса незвичне почуття гумору.